# Polygala arenicola
Polygala arenicola är en jungfrulinsväxtart som beskrevs av Gürke. Polygala arenicola ingår i släktet jungfrulinssläktet, och familjen jungfrulinsväxter. Inga underarter finns listade i Catalogue of Life.